# バグダード・セントラル駅
バグダード・セントラル駅（バグダードセントラルえき、英: Baghdad Central Station）は、イラク共和国の首都バグダードにある駅である。
当駅はバグダードの主要駅であり、イラク共和国の南部と北部の鉄道網が当駅で結ばれている。
当駅はスコットランド人であるJ・M・ウィルソンが設計し、英国が建設したものである。
1948年に建設が開始され、1953年に完了した。
当駅はイラク共和国内で最大の駅となっている。

## 歴史
当駅は当初、英国によって建設されており、当駅が日々の旅行者のための「バグダッドの宝石」とされていた。
当駅では電信サービスが提供されており、また、銀行、郵便局、サルーン、ショッピングエリアおよびレストランもあった。
当駅には、まだ印刷機で列車の切符を印刷している事務所さえあった。
2003年の米国が率いるイラク侵攻後、泥棒が当駅の家具、照明器具および浴室の配管でさえ強奪していた。

## 改修

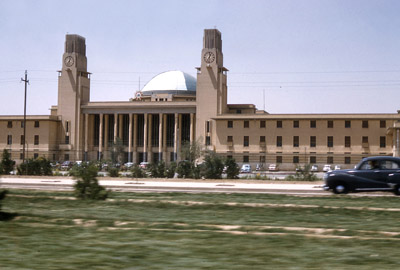
バグダード・セントラル駅（1959年）

590万ドルを掛けた改修は、2004年から開始されて2006年6月に完了した。
改修には、全て新しい発電所および空調システムが含まれている。
電気類、水道および下水道のラインも交換されている。
レストランも修復されており、屋根、窓および漆喰の壁も交換されている。
全ての時計が交換されて、新しい中央システムの1箇所に時計が接続されている。
また、壊れたモザイクの床タイルも交換されている。
当駅には新たな入口が造られている。
新しい火災報知器およびスプリンクラー装置とともに、2基の新しい7人乗り旅客用エレベーター、新しい浴室および13客室のホテルが追加されている。